# Champigny-lès-Langres
Champigny-lès-Langres é uma comuna francesa na região administrativa de Grande Leste, no departamento de Haute-Marne. Estende-se por uma área de 6,35 km². Em 2010 a comuna tinha 437 habitantes (densidade: 68,8 hab./km²).